# Tukotuko nadrzeczny
Tukotuko nadrzeczny (Ctenomys yolandae) – gatunek gryzonia z rodziny tukotukowatych (Ctenomyidae). Występuje w Ameryce Południowej, gdzie odgrywa ważną rolę ekologiczną. Siedliska tukotuko nadrzecznnego położone są na terenach argentyńskiej prowincji Santa Fe, wzdłuż rzek Paraná i San Javier. Garnitur chromosomowy tego zwierzęcia tworzy 25 par (2n=50) chromosomów (FN=78).
Nazwa yolandae pojawiła się jedynie w krótkim streszczeniu, a formalne oznaczenie holotypu, diagnoza i opis nie zostały jeszcze opublikowane; dlatego stanowi nomen nudum.